# Moses Levi

Dr. Moses Levi (1905)

Moses Levi, auch Moses Levy (* 2. März 1873 in Altona; † 4. März 1938 in Hamburg), war ein deutscher Jurist. Bekannt wurde er durch die Verhinderung einer kolonialpolitisch motivierten Verurteilung im Jahr 1905.

## Leben

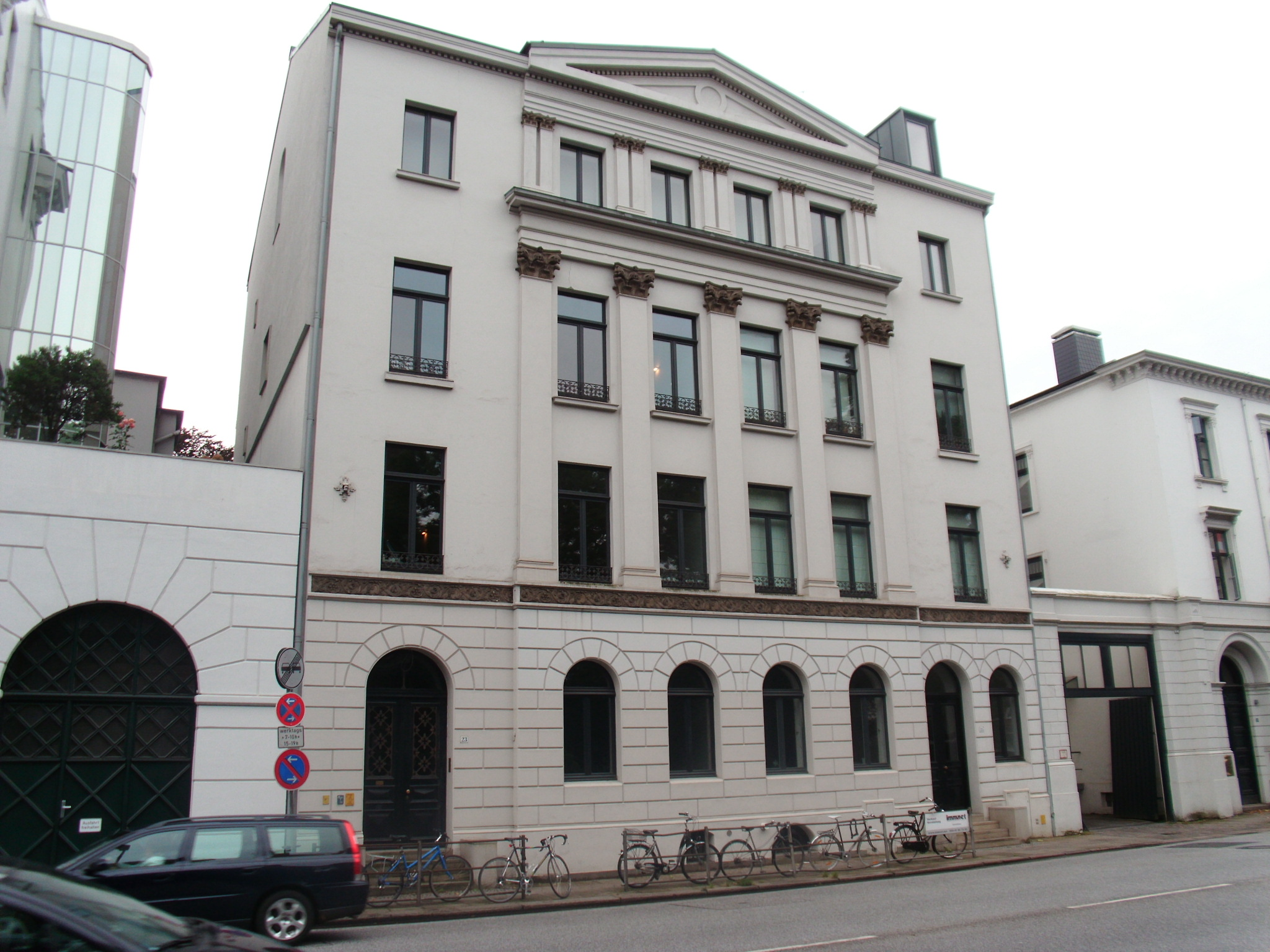
Das Doppelhaus Klopstockstr. 23/25 in Hamburg-Ottensen: die linke Hälfte gehörte von 1920 bis zur Enteignung 1938 der Familie Levi (Foto von 2012).

Moses Levi stammte aus einer jüdischen Familie, deren Spuren im damals noch selbstständigen Altona bis ins 17. Jahrhundert zurückreichen. Sein Vater war der Bäcker Leopold Levi (* 23. Februar 1847 in Altona; † 26. Mai 1915 ebenda). Seine Mutter hieß Rahel Levi, geborene Cohn, (* 17. März 1847 in Altona; † 22. Dezember 1913 in Hamburg). Beruflich arbeitete er nach der Promotion als Notar und Strafverteidiger.
Im Jahr 1920 kaufte Moses Levi für sich und seine Familie ein Wohnhaus in der Klopstockstraße 23 in Hamburg-Ottensen. Nach der Machtübernahme der Nationalsozialisten 1933 erhielt Levi aufgrund seiner jüdischen Herkunft Berufsverbot. Trotz zunehmender antisemitischer Maßnahmen blieben Levi und seine Frau in Hamburg. Moses Levi starb im Jahr 1938 an einem Krebsleiden. Sein Grab befindet sich auf dem Jüdischen Friedhof Bahrenfeld am Bornkampsweg (Grablage 2653).
Moses Levi war Vorstandsmitglied der Hochdeutschen Israeliten-Gemeinde.

### Die Strafsache Mpondo Akwa
Im Jahr 1905 übernahm Levi pro bono die Verteidigung des Herrschersohnes Mpondo Akwa aus Kamerun. Akwa befand sich in Deutschland, um Rechte der Duala durchzusetzen, wurde stattdessen aber wegen Betrugs und Titelanmaßung angeklagt. Am 27. Juni 1905 erreichte Levi vor der Strafkammer des Landgerichtes Altona einen Freispruch für Akwa.  Er überzeugte das Gericht davon, dass die von der Kolonialverwaltung gegen Akwa gerichteten Vorwürfe wegen Führung falscher Titel und Betruges haltlos waren. Die Richter erkannten an, dass der von öffentlichen Stellen monierte Titel Prinz im Einklang mit der Bezeichnung des Vaters Dika Akwa als King stand, wie er im Schutzvertrag von 1884 verwendet wurde. Die deutschen Behörden selbst hatten in Anschreiben den Titel Prinz Mpondo Akwa von Bonambela und Bonaku und sogar Königliche Hoheit verwendet. Den Betrugsvorwurf konnte Levi entkräften, indem er auf das Verbot des Gouvernements von Kamerun verwies, das Geldsendungen der Familie an Mpondo Akwa strengstens untersagte. Nur aus diesem Grunde habe er Rechnungen nicht beglichen, eine Betrugsabsicht habe nicht bestanden. Darüber hinaus zeigte Levi das hinter den Vorwürfen stehende Motiv der Anklage auf, Akwas Rückkehr nach Kamerun zu erzwingen, wo ihm kaum Rechtsmittel zur Verfügung standen. In seinem Plädoyer appellierte Levi an das Gericht, die Ehre seines Mandanten wiederherzustellen. Dies gelinge nur, wenn es die Kabinettsjustiz und den Versuch, das Kolonialsystem aus Westafrika bis nach Deutschland wirken zu lassen, „geissele“. Der Freispruch machte Levis Plädoyer – dessen Redemanuskript erhalten ist – zu einem historischen Zeitdokument. Entgegen den damals herrschenden Vorurteilen verschaffte Levi einem Afrikaner im Rahmen des deutschen Rechtssystems einen Schutz nach rechtsstaatlichen Prinzipien. Die damit verbundene Veranschaulichung kolonialen Unrechts war für die damalige Zeit bemerkenswert.

## Familie

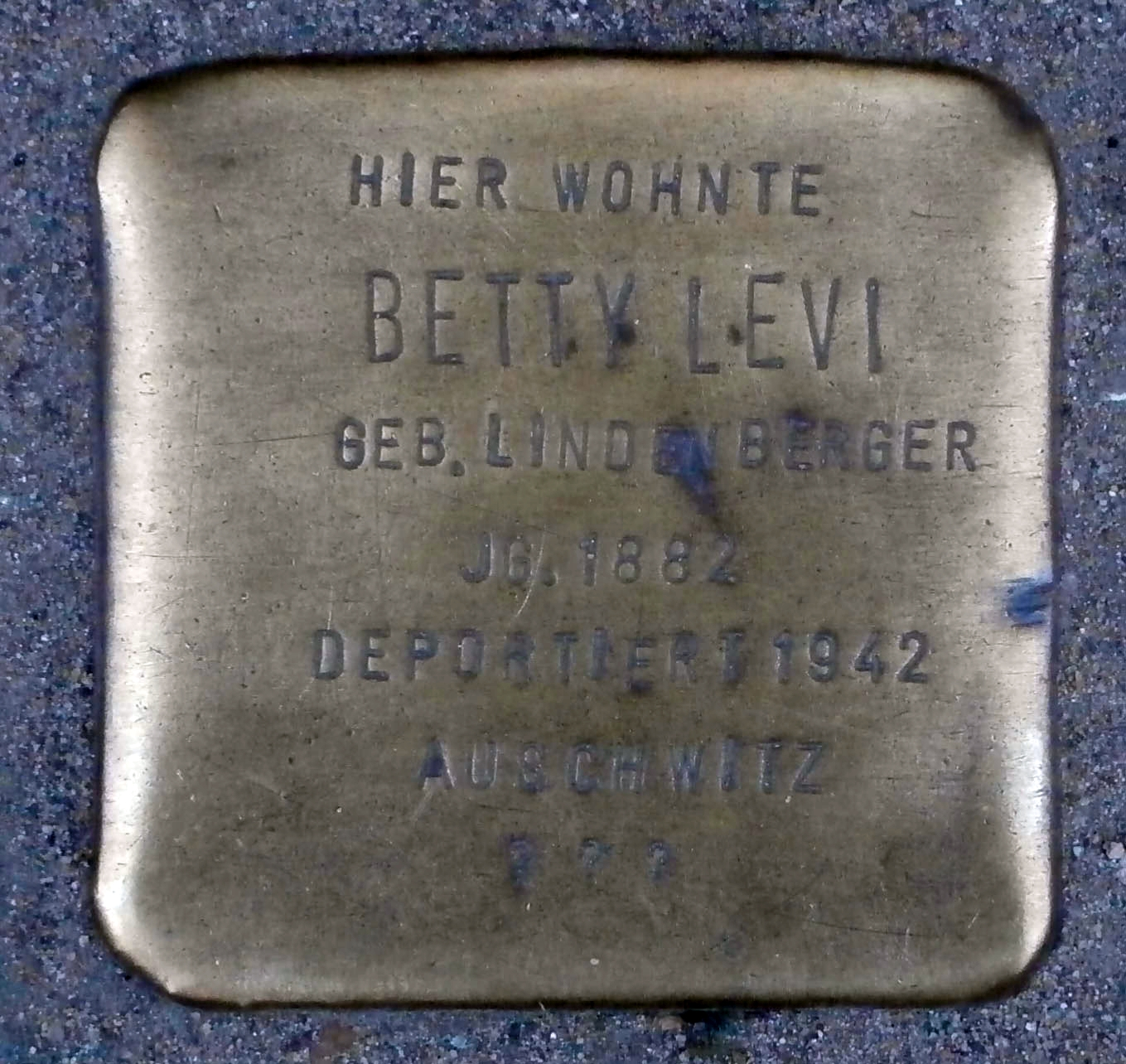
Stolperstein für Betty Levi: von 1905 bis zu seinem Tod 1938 Ehefrau von Moses Levi (an der Klopstockstr. 23, Foto von 2014).

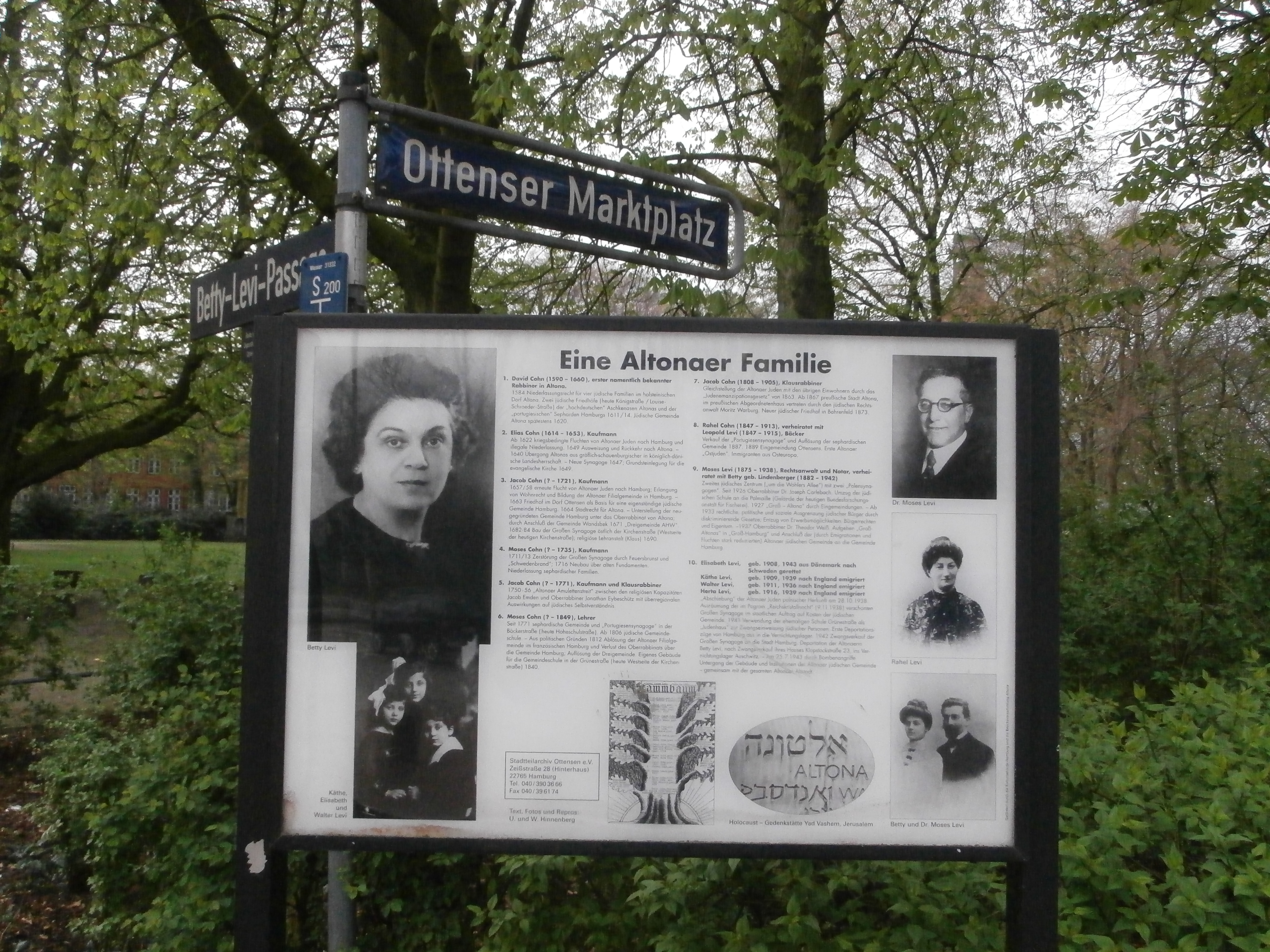
Gedenktafel zur Familie Levi an der Betty-Levi-Passage in Hamburg-Altona (Foto von 2014).

Moses Levi war seit 1905 mit Berta, genannt Betty, Levi (* 10. März 1882 in Labiau; † 1942 in Auschwitz), geborene Lindenberger, verheiratet. Das Ehepaar bekam zwischen 1908 und 1916 vier Kinder:
- Elisabeth (Lisbeth) Edelmann, geb. Levi (* 14. Februar 1908; † 1971), ab 1932 verheiratet mit Rafael Edelmann
- Kate (Käthe) Freyhan, geb. Levi (* 27. Januar 1909 in Altona; † 16. Januar 1998 in Bedford)
- Walter Levi (* 21. März 1911 in Altona; † 10. Dezember 1997 in New York)
- Herta Grove, geb. Levi (* 8. August 1916 in Altona; † 24. Januar 2014 in Philadelphia)

Betty Levi wurde am 11. Juli 1942 nach Auschwitz deportiert und dort vermutlich wenig später ermordet, ihr genaues Todesdatum ist unbekannt. Die Kinder überlebten den Holocaust im Ausland. An der Betty-Levi-Passage in Hamburg-Altona erinnert eine Informationstafel an die Geschichte der Familie Levi.